# Мартинівка (Мартинівська сільська громада)
Мартинівка — селище в Україні, у Мартинівській сільській громаді Полтавського району Полтавської області. Населення становить 1722 осіб. До 2019 орган місцевого самоврядування — Мартинівська сільська рада.

## Географія
Селище Мартинівка знаходиться за 6 км від правого берега річки Орчик, за 5 км від села Варварівка. У селищі бере початок Балка Поподя.
Відстань до райцентру становить близько 17 км і проходить автошляхом місцевого значення.

## Історія
Утворене в середині XX ст. як селище Халтуринського цукрозаводу, в 1957 році отримало назву Халтурине.
У 2016 році назва селища була змінена на сучасну в рамках декомунізації.
12 червня 2020 року селище визначено центром Мартинівської сільської територіальної громади.
19 липня 2020 року в результаті адміністративно-територіальної реформи та ліквідації Карлівського району селище ввійшло до складу новоутвореного Полтавського району Полтавської області.

### Статус
13 квітня 1957 року селище Халтуринського цукрозаводу Мар'янівської сільської ради було віднесене до категорії робітничих селищ з присвоєнням назви Халтурине. Також статус робітничих селищ отримали Жовтневе і Ланна.
24 червня 1965 року робітничі селища Жовтневе, Ланна і Халтурине перетворені на сільські поселення (у повідомленні про уточнення категорії у Відомостях Верховної Ради УРСР сказано «робітничі селища … віднесено до сільських поселень» без зазначення категорії поселень — селище чи село).
У довідниках адміністративно-територіального устрою 1972, 1979, 1987, 2012 років Жовтневе, Ланна і Халтурине подані як селища.
12 травня 2016 року в рамках деколонізації Халтурине і Жовтневе були перейменовані на Мартинівку і Покровське відповідно, проте в постанові категорія Халтуриного подана як село.
У повідомленні про утворення Мартинівської сільської територіальної громади у «Відомостях Верховної Ради» категорію Мартинівки подано як селище.
У розпорядженні Кабінету Міністрів України від 12 червня 2020 року № 721-р центром Мартинівської територіальної громади вказано «село Мартинівка» (при цьому Ланна вказана селищем).
У кодифікаторі КАТОТТГ категорія Мартинівки подана як село (а Ланна і Покровське — селища). Мінінфраструктури, яке веде кодифікатор, повідомило, що статус визначало на основі постанови ВРУ № 1353-VIII і розпорядження КМУ № 721-р 2020 року, а інформацією щодо рішень про віднесення Мартинівки до категорії сіл не володіє.

## Економіка та інфраструктура
У селищі є бурякорадгосп. Тут є школа.

## Пам'ятки
Неподалік від селища розташований заказник місцевого значення Олегова балка.

## Персоналії
Уродженцем села є Барвін Дмитро Володимирович — старший солдат Збройних сил України, загинув у боях за Дебальцеве.